# Renay
Renay é uma comuna francesa na região administrativa do Centro, no departamento Loir-et-Cher. Estende-se por uma área de 11,67 km². Em 2010 a comuna tinha 180 habitantes (densidade: 15,4 hab./km²).